# Committee on Public Information
Das Committee on Public Information oder Creel-Kommission (Abkürzung CPI, deutsch Komitee für Öffentlichkeitsinformation) war ein Propagandainstrument der US-Regierung unter Woodrow Wilson zur Beeinflussung der öffentlichen Meinung an der Heimatfront. Es wurde nach Kriegseintritt 1917 als Behörde begründet. Unter dem Vorsitz George Creels gelang es ihr, die anfangs breite Ablehnung des Krieges in der Bevölkerung durch Einfluss auf Medien, Zensur, Werbekampagnen und Propagandatechniken in begeisterte Zustimmung zum offiziellen Kriegsprogramm zu verwandeln, das da lautete „die Welt für die Demokratie sicher zu machen“. Dabei wurden die Kriegsgegner, vor allem das Deutsche Reich, dämonisiert, entmenschlicht und als akute Bedrohung der Freiheit der USA selbst dargestellt.

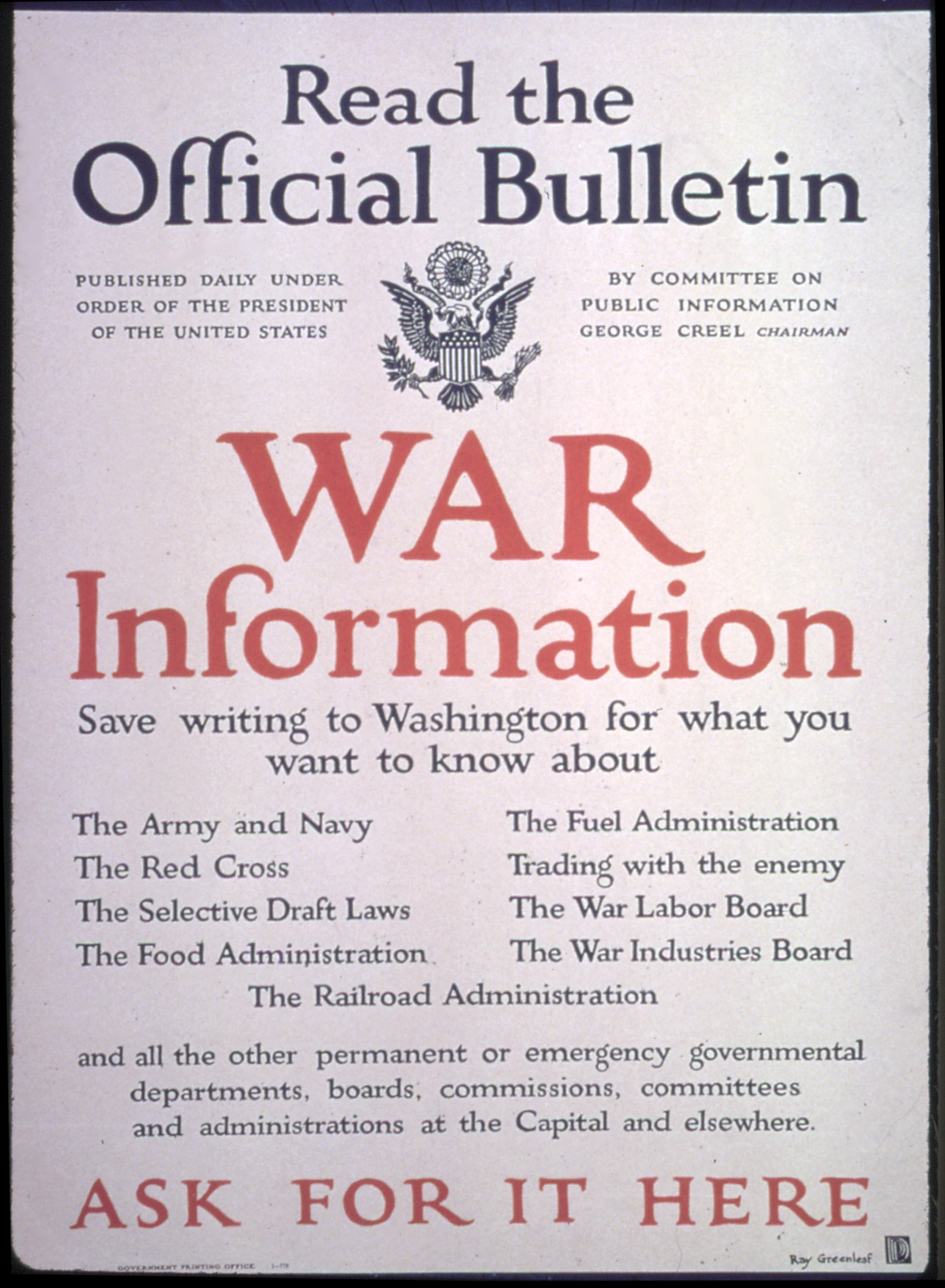
Plakat des CPI (vor 1919)

## Entstehung
Der Demokrat Wilson hatte die Präsidentschaftswahl von 1916 mit einer „Friedensplattform“ und dem Versprechen sozialdemokratischer Arbeitsgesetze sowie strikter Neutralität zum europäischen Krieg gewonnen; sein republikanischer Kontrahent Charles Evans Hughes war für Mobilmachung und militärische Vorbereitungen eingetreten.
Das Komitee wurde eine Woche nach der Kriegserklärung an Deutschland durch präsidiale Executive Order 2594 vom 13. April 1917 offiziell eingerichtet. Es bestand aus dem vorsitzenden Journalisten George Creel, als Mitglieder von Amts wegen Robert Lansing (Außenminister), Lindley M. Garrison (Kriegsminister) und Josephus Daniels (Marineminister) sowie Wilsons Berater Walter Lippmann und dem jungen Spezialisten Edward Bernays, der später die moderne Theorie der Propaganda entwickelte und dafür den Begriff Public Relations prägte.
Die Organisation hatte etwa 20 Büros und Abteilungen mit Stellen in neun ausländischen Staaten. 
Die Aktivitäten des Komitees wurden ab 1. Juli 1918 eingeschränkt und in den USA am 11. November 1918 eingestellt. Die ausländischen Operationen endeten am 30. Juni 1919. Das CPI wurde am 21. August 1919 durch Executive Order 3154 aufgelöst.

## Propagandatechniken
Anfänglich arbeitete das CPI mit Tatsachenmaterial, das es mit einem positiven Bild amerikanischer Kriegsbemühungen zu verbinden suchte. Allerdings begann es bald massenhaft plumpe Propaganda zu produzieren, die die Deutschen als bösartige Monster darstellte. Filmemacher aus Hollywood steuerten Filme wie „The Claws of the Hun“ (Die Klauen der Hunnen), „The Prussian Cur“ (Der preußische Hundesohn, Horst von der Goltz) und „The Kaiser, the Beast of Berlin“ (Der Kaiser, die Bestie von Berlin) hinzu. 
Es wurden Schriften veröffentlicht, die US-Bürger vor deutschen Spionen warnten. Eine Vielzahl von patriotischen Organisationen wie die American Protective League oder die American Defense Society wurden gebildet. Diese Gruppen hörten Telefone ab und öffneten Briefpost, um „Spione und Verräter“ aufzuspüren. Ziel ihrer Spionage war jeder, der die Politik der Regierung kritisierte oder den Frieden befürwortete. Ihre besondere Aufmerksamkeit galt deutschstämmigen Amerikanern wie etwa Henry L. Mencken, von denen manche ihre Arbeit verloren oder öffentlich gedemütigt wurden.
Die Creel-Kommission nutzte Zeitschriften, Radio und Filme, um ihre Nachrichten zu verbreiten. Ein weiterer Verbreitungskanal war ein Freiwilligen-Corps mit rund 75.000 Mitgliedern, die im ganzen Land öffentliche Reden hielten. Die auch als Four Minute Men bekannten Mitglieder des Corps arbeiteten in 5.200 Gemeinden und hielten 755.190 Reden.

## Rezeption
Die Creel-Kommission wird heute oft als Grundstein der Public-Relations-Industrie in den USA bezeichnet. 

## Zitat
“We did not call it propaganda, for that word, in German hands, had come to be associated with deceit and corruption. Our effort was educational and informative throughout, for we had such confidence in our case as to feel that no other argument was needed than the simple, straightforward presentation of facts.”

„Wir nannten es nicht Propaganda, denn dieses Wort hatte in den Händen der Deutschen die Bedeutung von Täuschung und Korruption angenommen. Unsere Anstrengung galt pädagogischen und informativen Zwecken, denn wir hatten ein so großes Vertrauen in unser Anliegen, dass wir sicher waren, kein anderes Argument sei nötig als die einfache und klare Darstellung der Tatsachen.“

## Dokumentationen
- Psywar – The real battlefield is your mind, 2010 (Umfangreiche Darstellung der Aktivitäten der Organisation)